# Strophanthus
Strophanthus ist eine Pflanzengattung in der Unterfamilie Apocynoideae innerhalb der Familie der Hundsgiftgewächse (Apocynaceae).

## Beschreibung

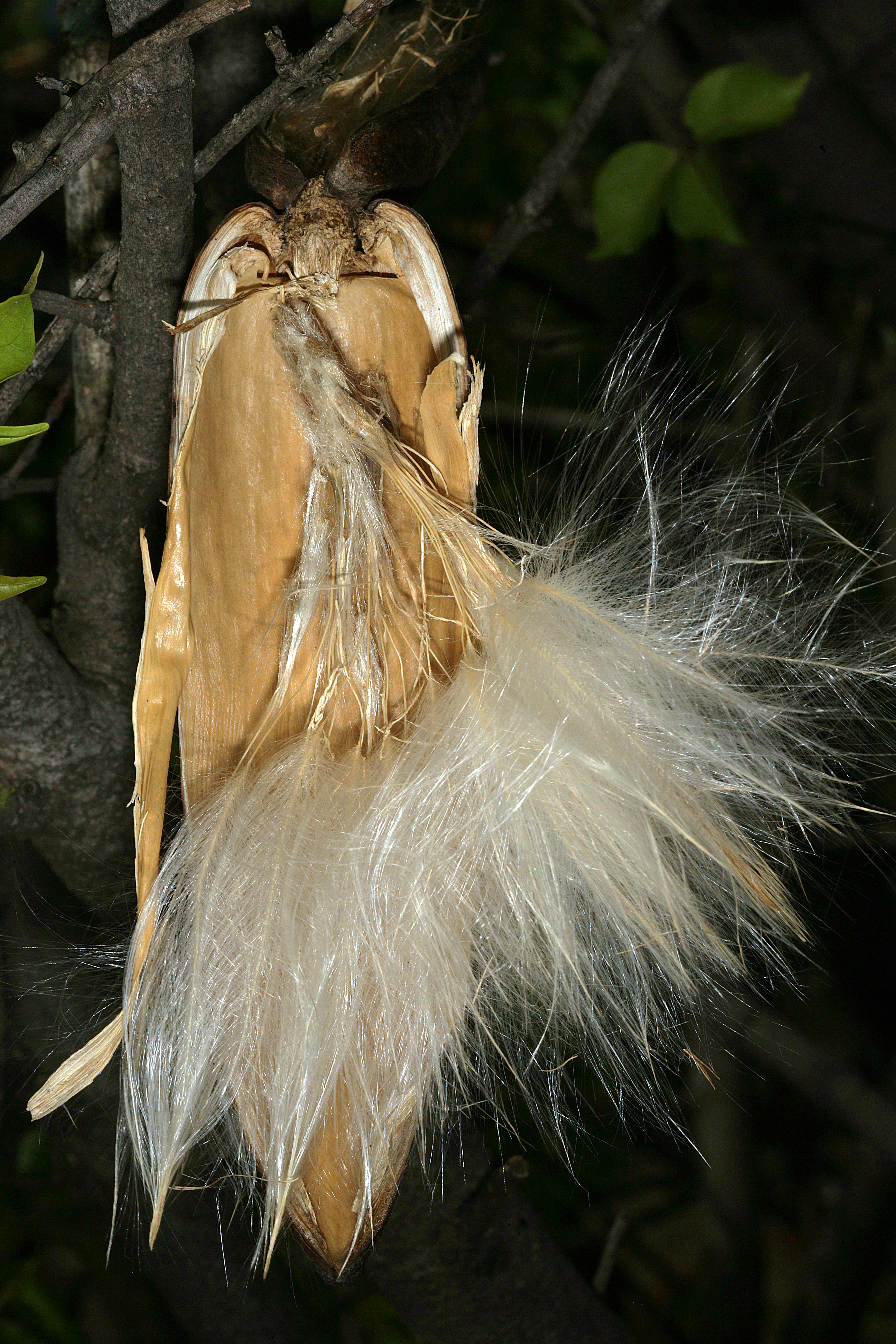
Samen von Strophanthus amboensis

### Vegetative Merkmale
Die Strophanthus-Arten sind verholzende Pflanzen: sie wachsen als Sträucher oder kleine Bäume, meist in Waldgebieten; Sie können jedoch auch als Lianen an Bäumen klettern und so bis zu den Baumwipfeln wachsen.
Die gestielten, gegenständigen oder wirteligen, meist kahlen Laubblätter sind einfach. An den Blattstielen, Sepalen und an den Deckblättern können Colleteren vorhanden sein.
Die Pflanzen führen einen Milchsaft.

### Generative Merkmale

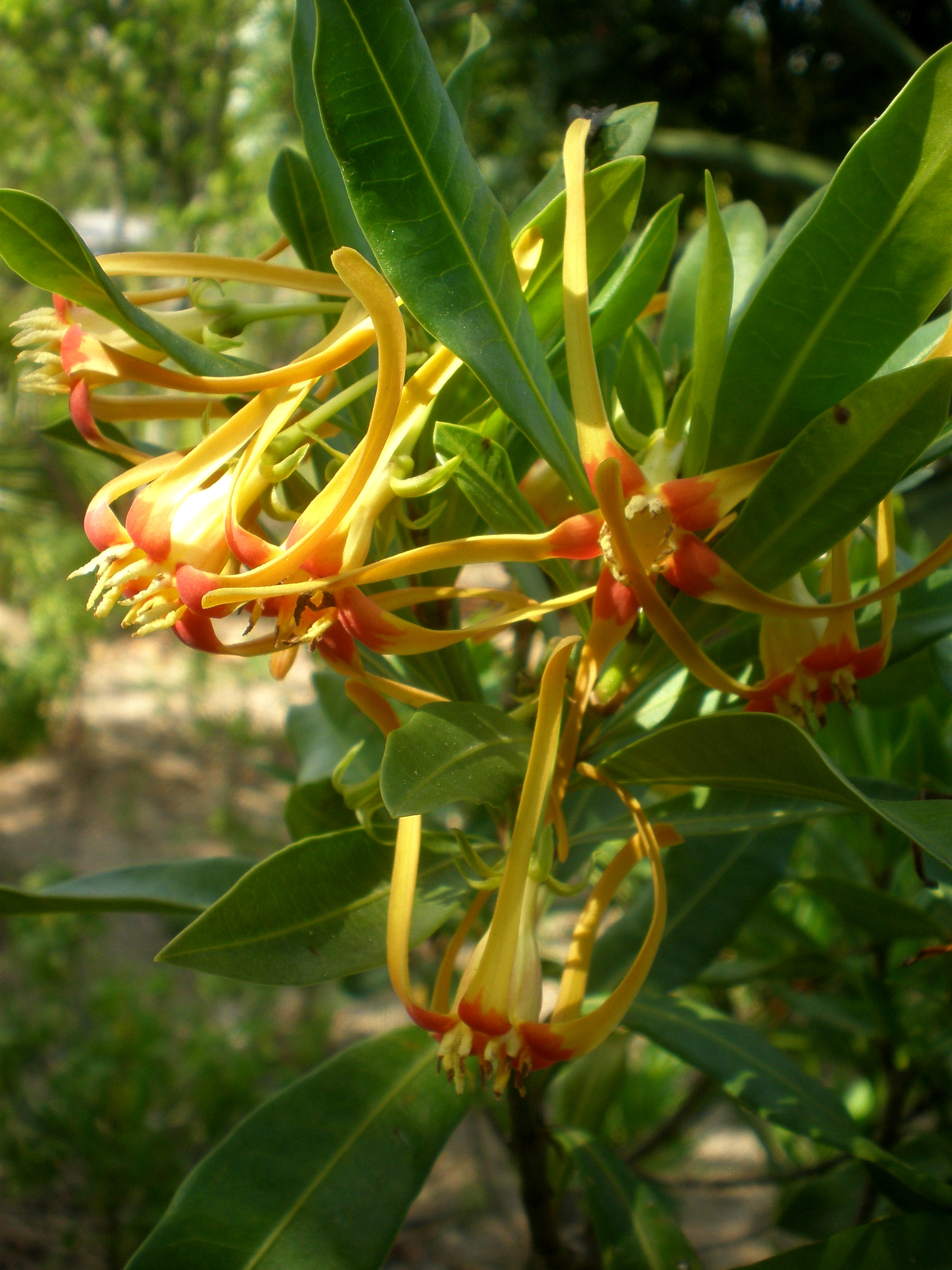
Blüten von Strophanthus speciosus

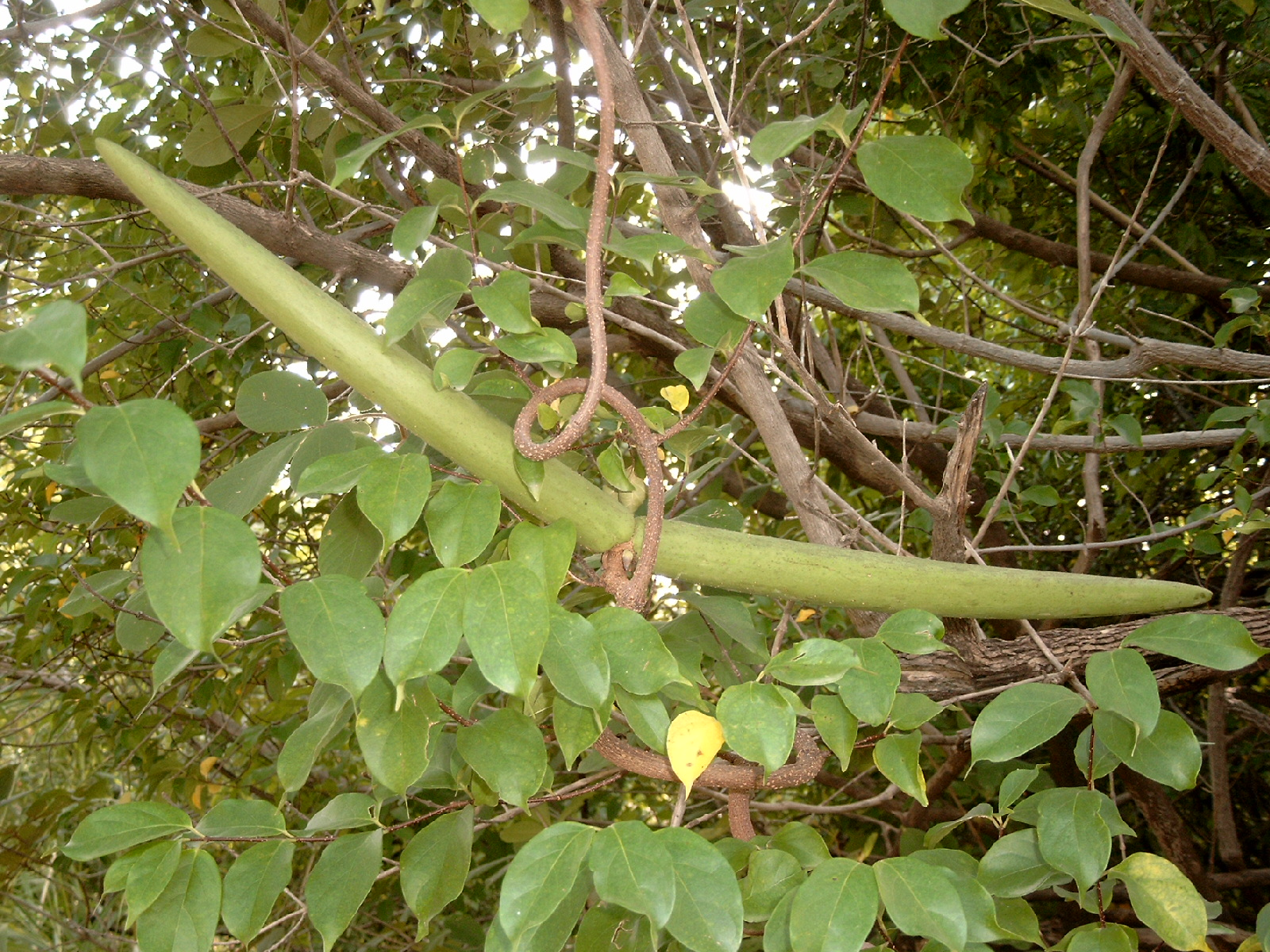
Frucht von Strophanthus sarmentosus

Es werden meist endständige Blütenstände, Zymen gebildet. Die zwittrigen Blüten sind fünfzählig mit doppelter Blütenhülle. Die fünf Kronblätter sind röhrig verwachsen. Es können Saftmale in der Kronröhre vorhanden sein. Die fünf Kronzipfel sind bei manchen Arten mit schmalen und teils sehr langen Anhängseln versehen (Schwänzen). Bei manchen Arten ist eine Nebenkrone vorhanden. Die Kelchblätter sind meist frei.
Der Fruchtknoten ist halbunterständig oder seltener oberständig, der Griffel bildet manchmal eine „Clavuncula“ (Griffel-, Narbenkopf) aus. Die Antheren bilden manchmal eine zusammenhängende, geschlossene und kegelige Kappe aus welche die „Clavuncula“ einschließt.
Es werden Balgfrüchte gebildet, wobei oft zwei Früchte zusammenhängen (Schizocarp, Mericarp). Die länglichen, spindelförmigen Samen besitzen oft einen behaarten, federigen Fortsatz (auch Schnabel oder Granne genannt, mit einem Haarschopf, Coma).

## Systematik und Verbreitung
Die Gattung Strophanthus wurde durch Augustin Pyrame de Candolle aufgestellt. Synonyme für Strophanthus DC. sind: Cercocoma Wall. ex G.Don, Christya Ward & Harv., Roupellia Wall. & Hook. ex Benth., Roupellina (Baill.) Pichon, Zygonerion Baill.
Die meisten der 38 bis 48 Strophanthus-Arten sind in Afrika zu finden. Einige Arten sind in Asien beheimatet.
Es gibt 38 bis 48 Strophanthus-Arten:
| - Strophanthus amboensis (Schinz) Engl. & Pax (Syn.: Strophanthus gossweileri H.Hess, Strophanthus hirsutus H.Hess, Strophanthus intermedius Pax, Strophanthus longicalyx H.Hess, Strophanthus paxii H. Hess, Strophanthus schuchardtii Pax): Sie kommt von Namibia bis Congo vor. - Strophanthus arnoldianus De Wild. & T.Durand: Sie kommt in der Demokratischen Republik Congo vor. - Strophanthus barteri Franch.: Sie kommt von der Elfenbeinküste bis Kamerun vor. - Strophanthus bequaertii Staner & Michotte: Sie kommt vom südwestlichen Uganda bis zur Demokratischen Republik Congo vor. - Strophanthus boivinii Baill. (Syn.:Strophanthus arboreus Boivin ex Franch., Strophanthus aurantiacus Blondel): Sie kommt in Madagaskar vor. - Strophanthus bullenianus Mast.: Sie kommt vom westlich-zentralen tropischen Afrika bis Kamerun vor. - Strophanthus caudatus (L.) Kurz (Syn.: Strophanthus dichotomus DC., Strophanthus cumingii A.DC., Strophanthus scandens Reinw. & Schult.): Sie kommt von Indochina bis Neuguinea und in China vor. - Strophanthus congoensis Franch.: Sie kommt in Kamerun, Congo, Gabun und Zaire vor. - Strophanthus courmontii Sacleux ex Franch.: Sie kommt vom südlichen bis zum östlichen tropischen Afrika vor. Es gibt etwa drei Varietäten: - Strophanthus courmontii Sacleux ex Franch. var. courmontii - Strophanthus courmontii var. fallax - Strophanthus courmontii var. kerkii - Strophanthus demeusei Dewèvre: Sie kommt in Zaire vor. - Geißhornpflanze (Strophanthus divaricatus (Lour.) Hook. & Arn., Syn.: Strophanthus chinensis G.Don): Sie kommt vom südlichen China bis zum nördlichen Vietnam vor. - Strophanthus eminii Asch. ex Pax: Sie kommt von Tansania bis zum nördlichen Sambia vor. - Strophanthus gardeniiflorus Gilg: Sie kommt im südlichen Zaire, im nördlichen Sambia und im östlichen Angola vor. - Strophanthus gerrardii Stapf: Sie kommt vom Mosambik bis ins südliche Afrika vor. - Strophanthus gracilis K.Schum. & Pax: Sie kommt von Nigeria bis Gabun vor. - Strophanthus gratus (Wall. & Hook.) Baill. (Syn.: Strophanthus glabra oder Strophanthus glaber Cornu ex Holmes, Roupellia grata): Sie kommt im tropischen Westafrika und im westlich-zentralen tropischen Afrika vor. - Strophanthus hispidus DC.: Sie kommt vom tropischen Westafrika bis Tansania und dem südwestlichen Angola vor. - Strophanthus holosericeus K.Schum. & Gilg: Sie kommt im nördlichen Sambia und im südöstlichen Zaire vor. - Strophanthus hypoleucos Stapf: Sie kommt im südlichen Tansania und im nördlichen Mosambik vor. - Strophanthus kombe Oliv., Kombésamen-Pflanze, Strophanthus-Samen-Pflanze. Sie kommt von Kenia bis ins südliche Afrika vor. - Strophanthus ledienii Stein: Sie kommt im westlichen Zaire und im nordwestlichen Angola vor. - Strophanthus luteolus Codd: Sie kommt von Mosambik bis ins südliche Afrika vor. - Strophanthus mirabilis Gilg: Sie kommt von Somalia bis ins östliche Kenia vor. - Strophanthus mortehanii De Wild.: Sie kommt im westlich-zentralen tropischen Afrika vor. - Strophanthus nicholsonii Holmes: Sie kommt im südlichen tropischen Afrika vor. - Strophanthus parviflorus Franch.: Sie kommt vom westlich-zentralen tropischen Afrika bis zum nordwestlichen Angola vor. - Strophanthus perakensis Scort. ex King & Gamble (Syn.: Strophanthus annamensis Tsiang): Sie kommt von Indochina bis Malaysia vor. - Südafrikanische Korkenzieherblume (Strophanthus petersianus Klotzsch, Syn.: Strophanthus grandiflorus (N.E.Br.) Gilg): Sie kommt von Kenia bis ins südliche Afrika vor. - Westafrikanische Korkenzieherblume (Strophanthus preussii Engl. & Pax): Sie kommt vom tropischen Westafrika bis Tansania und Angola vor. - Strophanthus puberulus Pax: Sie kommt auf Sumbawa vor. - Strophanthus sarmentosus DC. (Syn.: Strophanthus glabriflorus (Monach.) Monach., Strophanthus sarmentosus var. glabriflorus Monach.): Sie kommt vom tropischen Westafrika bis Uganda und dem nordwestlichen Angola vor. - Strophanthus singaporianus (Wall. ex G.Don) Gilg (Syn.: Strophanthus brevicaudatus Wight): Sie kommt von Malaysia bis Borneo vor. - Strophanthus speciosus (Ward & Harv.) Reber (Syn.: Strophanthus capensis A.DC.): Sie kommt vom östlichen Simbabwe bis Südafrika vor. - Strophanthus thollonii Franch.: Sie kommt in Kamerun, Gabun, Nigeria und früher auch an der Elfenbeinküste vor. - Strophanthus vanderijstii Staner: Sie kommt vom südwestlichen Zaire bis in das nordöstliche Angola und das nordwestliche Sambia vor. - Strophanthus wallichii A.DC.: Sie kommt vom nordöstlichen Indien bis Malaysia und dem südlich-zentralen China vor. - Strophanthus welwitschii (Baill.) K.Schum. (Syn.: Strophanthus ecaudatus Rolfe, Zygonerion welwitschii Baill.): Sie kommt von Tansania bis Angola vor. - Strophanthus wightianus Wall. ex Wight: Sie kommt im südwestlichen Indien vor. |

## Nutzung

### Geschichte
Die in Zentralafrika heimischen Strophanthus-Arten fanden zunächst nur zur Herstellung von Pfeilgiften Verwendung. Erst Mitte des 19. Jahrhunderts erkannte der Afrikaforscher David Livingstone die pulsverlangsamende Wirkung dieser Droge. In den Jahren 1887–1890 stellte Sir Thomas Richard Fraser fest, dass es sich beim Wirkstoff der Strophanthus-Arten um ein Glykosid handelt. Die Isolierung des ersten amorphen Strophanthins gelang Catillon 1888. Im Jahr 1905 setzte Albert Franckel (1864–1938) das aus Strophanthussamen gewonnene k-Strophanthin als intravenöses Therapeutikum ein, das bis heute wegen seines schnellen Wirkungseintritts in der Akutmedizin verwendet wird.

### Medizinische Bedeutung / Toxikologie

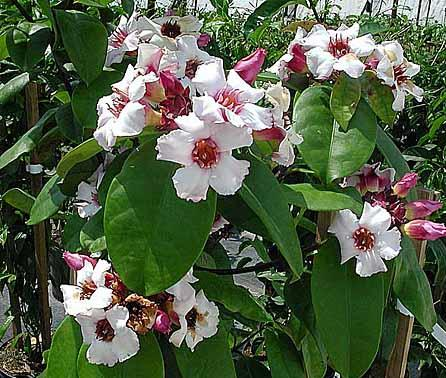
Strophanthus gratus

Strukturformel von g-Stophanthin

Die Strophanthus-Arten enthalten pharmakologisch wirksame Inhaltsstoffe. Neben dem Alkaloid Inoein enthalten mehrere der Arten (Strophanthus eminii, Strophanthus kombe, Strophanthus hispidus und Strophanthus gratus) giftige herzwirksame Glykoside, die Strophanthine, die zu den Herzglykosiden gezählt werden. Sie sind hauptsächlich in den Samen (Strophanthi Semina) oder im Latex zu finden. Unterschieden werden die verschiedenen Strophanthin-Strukturen durch einen vorangestellten Buchstaben, der auf die Art hinweist, in der das jeweilige Glycosid hauptsächlich vorkommt:
- Strophanthus kombe enthält k-Strophanthin (außerdem sind Helveticosid (Erysimin) und Cymarin enthalten)
- Strophanthus gratus enthält g-Strophanthin (engl. = ouabain)
- Strophanthus eminii enthält e-Strophanthin
- Strophanthus hispidus enthält h-Strophanthin

Diese Gifte wurden als Pfeilgifte in Afrika benutzt. Etwa 50 µg sind für ein Meerschweinchen tödlich (zirka 250 µg je kg Körpergewicht). Es gibt kein Gegenmittel, und die Giftigkeit ist höher als die von Schlangengiften. Bewohner Ostafrikas gewannen aus der Rinde des Afrikanischen Affenbrotbaumes (Adansonia digitata) jedoch einen bis jetzt unbekannten Wirkstoff, der sie vor der Wirkung der Strophanthus-Pfeilgifte schützen sollte.
g-Strophanthin und k-Strophanthin werden in der Medizin bei Herzschwäche eingesetzt; g-Strophanthin oral und k-Strophanthin intravenös. Außer in Strophanthus gratus kommt g-Strophanthin (Ouabain) auch in Acokanthera ouabaio vor.
Das Aglykon des k-Strophanthins, das ebenfalls sehr giftige k-Strophanthidin, ist in dem auch im europäischen Raum heimischen Sommer-Adonisröschen (Adonis aestivalis) enthalten.